# Сайпрес Маунтін
Сайпрес Маунтін — лижний район в Британській Колумбії, Канада. Знаходиться в 30  хвилинах їзди на північ від Ванкувера, і має 47 гірськолижних трас (багато з яких доступні для нічного катання) і 19 км траси для лижних перегонів. 
В Сайпрес Маунтін у рамках зимових Олімпійських ігор 2010 провели змагання зі сноубордингу і фрістайлу.